# William Boosey
William Boosey (* 1864; † 1933) war ein englischer Musikveranstalter und -verleger.
Boosey arbeitete zunächst in dem von seinem Ururgroßvater  John Boosey im 18. Jahrhundert gegründeten Musikverlag (ab 1930 Boosey & Hawkes). 1892 wechselte er als Geschäftsführer zum Verlag Chappell & Co. Hier übernahm er die von seinem Vater 1867 in der St James's Hall etablierten London Ballad Concerts und führte sie als Chappell Ballad Concerts fort, bei denen überwiegend populäre gefühlvolle royalty ballads aus dem Verlagsprogramm  zur Aufführung kamen. Dabei traten u. a. Sänger wie Edward Lloyd, Sims Reeves und Hubert Eisdell auf. Als Verleger setzte er sich für die eine Modernisierung des Urheberrechts und die Gründung der Performing Right Society ein. Boosey ist Autor des 1931 erschienenen Buches Fifty Years of Music.

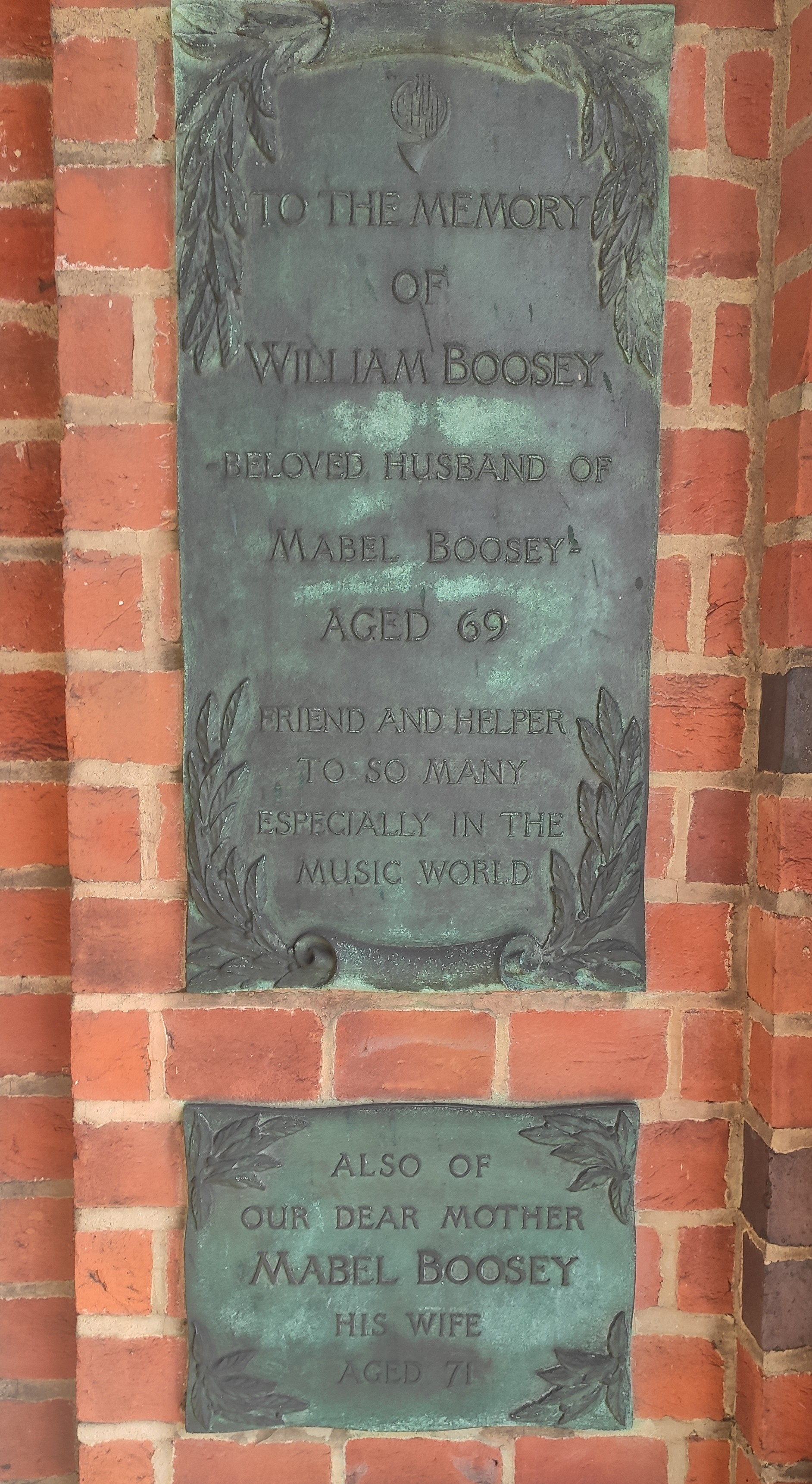
Gedenktafel zum Gedenken an Boosey beim Golders Green Crematorium

Er war bei Golders Green Crematorium cremiert. 